# The Sheik of Araby
A The Sheik of Araby egy dal, amelyet 1921-ben Harry B. Smith és Francis Wheeler és Ted Snyder (előbbiek a dalszöveget írták, utóbbi pedig a zenét szerezte). A dalt Rudolph Valentino A sejk című játékfilmje volt hatással. 
A The Sheik of Araby egy Tin Pan Alley sláger volt, és a korai jazz zenekarok is átvették, különösen New Orleans környékén, így a jazz-standard darab lett. A dal populáris kultúra jól ismert része volt. F. Scott Fitzgerald 1925-ös regényében, A nagy Gatsby-ben is említésre kerül. 1926-ban a Fleischer Studios kiadott egy rajzfilmet a dalhoz a Song Car-Tunes sorozat részeként, valamint ezzel a címmel egy élőszereplős rövidfilmet forgattak az Egyesült Királyságban, Miles Mander rendezésében.

## Eredete
1925-ben Ted Snyder zeneszerző azt mondta, hogy a dal eredeti címe "The Rose of Araby" volt. Az Indianapolis Star így számolt be ezzel kapcsolatban: "Snyder úr egyik barátja, aki meghallotta a keleti dallamot és felidézte A sejk című könyv népszerűségét, kitartott a férfias cím mellett, de Snyder úr azt mondta, hogy a sejk csak keveset vagy semmit nem jelent a legtöbb ember életében, míg „Arábia rózsája” – ó, volt benned romantika, meg minden. Aztán meglátta a képen Rudolf Valentino promóciüs plakátjait, és megadta magát. Így a „The Sheik of Araby” magához tért – bár Mr. Snyder azt mondta, hogy körülbelül hat hónapig fütyült az irodájában, anélkül, hogy ez bárkit is izgatott lett volna."

## Említésre méltó rögzítések, feldolgozások
- Eddie Cantor a Make It Snappy című revüjében adta elő 1922 áprilisában.[4]
- Jack Teagarden 1939-ben rögzítette saját változatát.
- Alice Faye és Betty Grable előadták a dalt az 1940-es Tin Pan Alley című filmben.[5]
- Louis Prima gyakran énekelte a When You're Smiling című dallal együtt.[6]
- A The Everly Brothers 1961-ben rögzítette a dalt.
- A The Beatles 1962-ben dolgozta fel ezt a dalt a Decca Records-ban lezajlott sikertelen meghallgatása során, George Harrison énekével és Pete Best-tel a doboknál. Az együttes a Joe Brown és a The Bruvvers által előző évben kiadott verzióra alapozta a feldolgozást. A The Beatles feldolgozása megtalálható az Anthology 1 válogatásalbumon.[7]
- A Muppet Show 1977. november 4-i epizódjában Bernadette Peters vendégszereplésével előadták a dalt.
- Tim Armstrong 2013 júniusában a Tim Timebomb and Friends című projektjéhez feldolgozta a dalt
- A brit humorista, Tommy Cooper 1978-as élő show-ja során kiadta a dal parodisztikus változatát.
- A dal felcsendül az 1943-as Ép testben épp, hogy élek, valamint az 1977-es Valention című filmekben (ez utóbbi filmben Ken Russell paródia feldolgozását Chris Ellis adja elő).[8]

## Fordítás
Ez a szócikk részben vagy egészben  a   The Sheik of Araby című angol Wikipédia-szócikk fordításán alapul.  Az eredeti cikk szerkesztőit annak laptörténete sorolja fel. Ez a jelzés csupán a megfogalmazás eredetét és a szerzői jogokat jelzi, nem szolgál a cikkben szereplő információk forrásmegjelöléseként.

## Külső hivatkozás
The Sheik of Araby a JazzStandards oldalon